# Zbigniew Modliński
Zbigniew Modliński (ur. 3 stycznia 1903 w Wolsztynie, zm. 8 czerwca 1982 w Warszawie) – polski inżynier i menedżer kolejowy.

## Rodzina i edukacja
Zbigniew Modliński urodził się w Wolsztynie, w którym później mieszkał. Był synem Klemensa (1865–1943), burmistrza Wolsztyna w latach 1920–1939 i Heleny z Tuszewskich (1882–1969). Początkowo uczył się w szkole podstawowej i gimnazjum w Wolsztynie. Maturę w 1921 pisał jednak w Krotoszynie.

## Studia
Początkowo studiował na wydziale Matematyczno-Przyrodniczym Uniwersytetu Poznańskiego, jednakże po roku przeniósł się do Wyższej Szkoły Technicznej Wolnego Miasta Gdańska (Technische Hochschule der Freien Stadt Danzig), gdzie studiował inżynierię budownictwa. W czerwcu 1927 uzyskał stopień inżyniera na Wydziale Komunikacyjno-Budowlanym tejże uczelni.

## Kariera zawodowa
15 października 1928 rozpoczął pracę w DOKP Gdańsk, w dziale inwestycji. W 1932 został kierownikiem tego działu. W latach 1936–1939 pracował jako członek kierownictwa Francusko-Polskiego Towarzystwa Kolejowego, budującego Magistralę Węglową Śląsk-Porty. Był naczelnikiem oddziału drogowego w Bydgoszczy (1939).
Podczas okupacji był inżynierem miejskim w Łukowie. W 1944 pełnił funkcję naczelnika budowy i utrzymania kolei w Resorcie Komunikacji, Poczty i Telegrafów PKWN. 1 stycznia 1945 został dyrektorem departamentu budowy i utrzymania kolei w ministerstwie komunikacji.
5 lutego 1945 został dyrektorem DOKP Gdańsk, początkowo z siedzibą w Bydgoszczy. Jako dyrektor DOKP był autorem koncepcji SKM w Trójmieście oraz głównym inicjatorem elektryfikacji linii kolejowej do Gdańska. Inwestycje te powstały jednak już po kadencji inżyniera Modlińskiego (SKM w 1952 a elektryfikacja linii Warszawa-Gdańsk w 1969). Następnie pełnił funkcję naczelnego dyrektora eksploatacji Generalnej Dyrekcji Kolei Państwowej (1949–1962), dyrektora generalnego (1951–1952) i podsekretarza stanu (1952–1957) w ministerstwie kolei, podsekretarza stanu w ministerstwie komunikacji (1957–1965). Na emeryturze, na którą przeszedł w 1965, był wykładowcą na Politechnice Warszawskiej. W 1946 był jednym z organizatorów Stowarzyszenia Inżynierów i Techników Komunikacji.
Zmarł 8 czerwca 1982 roku w Warszawie. Pochowany na Cmentarzu Wojskowym na Powązkach (kwatera C 37-7-3).

## Ordery i odznaczenia
- Order Sztandaru Pracy I klasy
- Order Sztandaru Pracy II klasy
- Krzyż Komandorski Orderu Odrodzenia Polski
- Krzyż Kawalerski Orderu Odrodzenia Polski (8 października 1946)[4]
- Złoty Krzyż Zasługi (dwukrotnie: po raz drugi 20 lipca 1946[5])
- Złota Odznaka „Za zasługi dla transportu PRL”
- Odznaka tytułu honorowego „Zasłużony Kolejarz PRL”
- Krzyż Kawalerski Orderu Gwiazdy Polarnej (Szwecja)